# Gosford
Gosford – ważne miasto na środkowym wybrzeżu Nowej Południowej Walii, położonym około 50 km w linii prostej na północ od Sydney, jednakże z powodu kształtu wybrzeża droga prowadząca od jednego miasta do drugiego jest dłuższa o ponad 20 km. Administracyjnie należy do City of Gosford, którego jest głównym ośrodkiem. Często zaliczane jest do wielkiej aglomeracji Sydney.

## Historia
Gdy Europejczycy dotarli do dzisiejszych terenów Gosfordu, te były zamieszkiwane przez dwie grupy Aborygenów: Guringaich i Darkinjungów. Ci pierwsi byli rodowitymi mieszkańcami wybrzeża, podczas gdy ci drudzy tylko je okupowali.
Całe te tereny były odkrywane wraz z pierwszymi etapami osiedlania się w Sydney. Na początku XIX wieku Europejczycy zaczęli okupować ziemie dla wycinki drzew i produkcji limonek.
Gosford stał się miasteczkiem w latach 1830 i początkowo nosił nazwę Point Frederick. Jednak z biegiem czasu nadano mu nazwę Gosford, zaś Point Frederick używa się obecnie jako nazwy przedmieść. Dopóki żeglowanie statkami było pierwszorzędnym środkiem transportu, lokalizacja na północnym końcu Brisbane Water zapewniała dostęp do drzew pod wycinkę i innych źródeł dochodu. Pod koniec XIX wieku rolnictwo stało się bardziej różnorodne. W 1887 roku połączenie kolejowe z Sydney było ukończone. Wymagało to zbudowania mostu nad rzeką Hawkesbury i tunelu przez góry położone na wschód od Woy Woy. Szosa położona w 1930 roku wraz z linią kolejową przyczyniła się do szybkiego rozwoju gospodarczego tego regionu.
Od 1947 roku Gosford był częścią Erina Shire. W styczniu 1980 Gosford uzyskał prawa miejskie.

## Czasy obecne
Mimo tego, że Gosford znajduje się kilkadziesiąt kilometrów od Sydney, przez wielu uważany jest za część miasta Sydney.
W centrum miasta znajduje się deptak wraz z wieloma centrami handlowymi, takimi jak: Kibble Park, William Street Mall, Imperial Shopping Centre, Gosford Town Shopping Centre. Ponadto jest tam miejska biblioteka, mnóstwo kawiarni i banków, głównie wzdłuż William Street Mall. Przez ostatnie kilka lat w Gosfordzie zaczęto budować wysokie bloki mieszkalne, głównie na terenach położonych wyżej, na obrzeżach Gosfordu. Miasto znane jest także z tego, że wielu mieszkańców przetwarza energię słoneczną dla własnych celów (m.in. do podgrzewania wody w basenie).
W Gosfordzie znajduje się również:
- Gosford Hospital - największy szpital na środkowym wybrzeżu,
- Gosford High School - jedyna selektywna szkoła wyższa na środkowym wybrzeżu,
- The Bluetongue Central Coast Stadium w Grahame Park - ośrodek sportu,gra w nim piłkarska drużyna z A-League. Central Coast Mariners.
- Siedziba rządowa stanu Nowa Południowa Walia
- i inne.

## Miasta partnerskie
- Edogawa, Japonia
- Nitra, Słowacja